# امامزاده قاسم (آمل)
بنای امامزاده قاسم متعلق به قرن هشتم هجری قمری است و در محله پایین‌بازار آمل و در مجاورت بلوار شهید بهشتی قرار دارد. از لحاظ شکل و پلان دارای ویژگیهایی است که آن را منحصربه‌فرد نموده، بطوریکه نظیر آن در مازندران دیده نمی‌شود. بنای ۸ ضلعی با گنبدی کوتاه بر روی یک صفحه قرار دارد که با ملاط بر روی آجر، تزئیناتی روی آن صورت گرفته‌است.بالای طاق‌نماها، سه قرنیس سینه کفتری دیده میشود. بام بنا سفال‌پوش است و ورودی آن در جهت شرقی بنا قرار دارد. سه پنجره نورگیر چوبی، در اضلاع شمالی و جنوبی و غربی تعبیه شده است.در کنار این برج کوتاه یک مسجد و یک حیاط که قبرستان است وجود دارد.